# Pretty. Odd.
 (octobre 2016).
Albums de Panic at the Disco
A Fever You Can't Sweat Out
(2005) Vices and Virtues
(2011)
Pretty. Odd. est le deuxième album studio de Panic at the Disco, sorti sur le label Fueled by Ramen. Le premier single de l'album est Nine in the Afternoon. Le second single sorti sous forme de single digital disponible sur internet en téléchargement était Mad as Rabbits (sur iTunes) ; bien qu'il ne soit pas vraiment un single radio un clip a été tourné. Le troisième single est That Green Gentleman (Things Have Changed). Le quatrième single est Northern Downpour.
Cet album est différent de leur premier, A Fever You Can't Sweat Out, les chansons ont des titres et des paroles. Dans A Fever You Can't Sweat Out, la majorité des titres des chansons venaient de films ou de livres. L'album fait également figurer des chansons où Brendon Urie et Ryan Ross contribuent tous les deux au principal rôle vocal, possédant aussi un style musical plus mûr et léger.
Pretty. Odd. s'est vendu à plus de 500 000 copies dans le monde.

## Contexte
À l'hiver 2006, après le succès de son premier album A Fever You Can't Sweat Out et de sa tournée, le groupe fait une pause et formule de nouvelles idées pour son prochain disque. Quelques paroles ont déjà été écrites après la sortie du précédent album mais le groupe annonce vouloir prendre plus de temps pour ce nouvel album, le premier ayant été enregistré dans une certaine précipitation.
En mars 2007, le groupe s'installe dans une cabane à Mount Charleston dans le Nevada, pour se consacrer à l'écriture du nouvel album, alors annoncé pour l'automne 2007. En avril, Ryan Ross révèle que le groupe a déjà quatre chansons de prêtes et que Panic! compte se rendre à Los Angeles pour continuer à travailler sur l'album, alors décrit comme un « conte de fée moderne avec un twist romantique ». Alors que le précédent opus était principalement l'œuvre de Ross, l'ensemble du groupe participe à l'écriture du prochain disque,. En mai, le groupe a écrit huit titres et s'apprête à commencer l'enregistrement de son nouvel album.
Durant l'été 2007, Panic! at the Disco profite de ses tournées pour essayer ses nouvelles chansons. Nombre d'entre elles ne devraient finalement pas faire partie de l'album, le groupe cherchant à créer des chansons plus simples, plus joyeuses. Pour cela, le groupe s'installe à Vegas dans le studio où a été écrit son premier album. En septembre, Ross révèle que le concept d'histoire d'amour évoqué au printemps est abandonné, au profit de morceaux plus exaltants.
Panic! at the Disco évoque l'idée de travailler avec Dr. Dre puis envisage une collaboration avec Danny Elfman, à la suite de la participation du groupe à un album de reprises de L'Étrange Noël de Monsieur Jack,. Le groupe se tourne finalement vers Rob Mathes, qui a notamment produit Vanessa Williams et a également travaillé avec eux sur L'Étrange Noël de Monsieur Jack. Ils choisissent de faire un nouvel album éloigné de l'emo pop d'A Fever You Can't Sweat Out et de se rapprocher du rock des années 1960, notamment des Beatles. Parmi les influences du nouveau disque on trouve les albums Sgt. Pepper's Lonely Hearts Club Band et Brian Wilson Presents Smile.

## Enregistrement et production

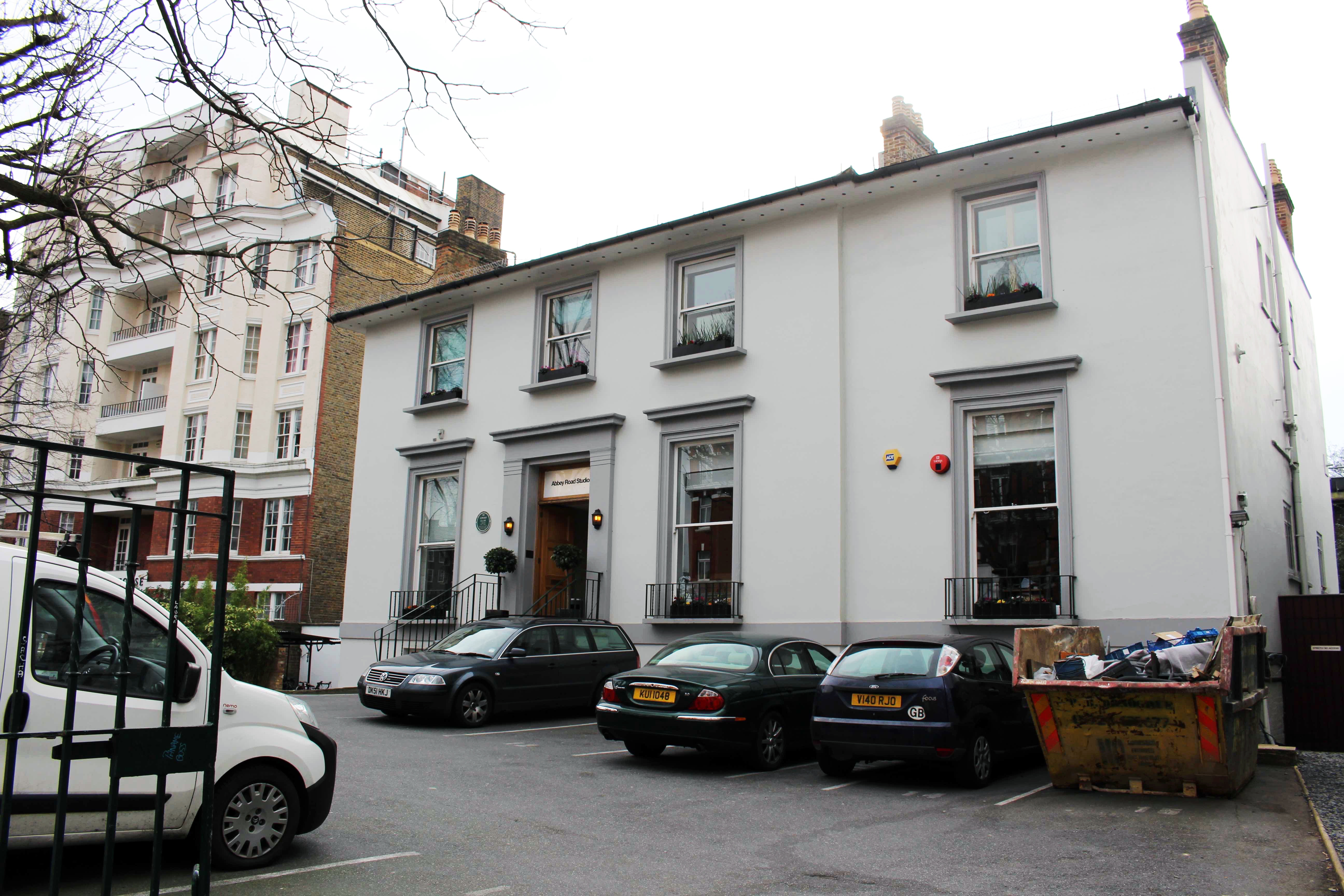
Les Studios Abbey Road où est mixé l'album.

Panic! at the Disco poursuit l'écriture de l'album en septembre 2007. En l'espace d'un mois, le groupe écrit « six ou sept chansons » avec, selon Ross un point de vue davantage positif. En octobre, le groupe commence l'enregistrement de l'album au Studio at The Palms à Las Vegas. Ross remarque auprès de MTV que le groupe « travaille à l'envers » pour sur cet album, en épurant les morceaux vers un rock plus classique.
Nine in the Afternoon est la première chanson écrite de l'album. Ross précise : « Nous voulions une chanson que les gens puissent accrocher à la première écoute... C'est l'une de ces chansons spontanées qui s'arrangent en quelques heures. C'est simplement une chanson amusante ; elle n'a pas à être prise au sérieux ». Le titre incite Panic! at the Disco à écrire des chansons plus joyeuses. Le groupe se remet donc au travail et écrit huit nouvelles chansons en un peu plus de six semaines, puis quelques autres en s'installant à The Palms. Fin 2007, le groupe a presque achevé la production de l'album.
En janvier 2008, après quelques jours dans son studio de Vegas, le groupe s'installe avec son producteur aux Studios Abbey Road de Londres pour engistrer les parties orchestrales de l'album (cordes et cors). Le groupe estime alors qu'il s'agit d'un « rêve devenu réalité ». C'est également dans les mythiques studios londoniens que se déroule le mixage de l'album avec l'ingénieur du son Peter Cobbin,. Le producteur Mathes participe également à la partie instrumentale, en jouant du clavier, de la mandoline et du piano.

## Musique
Contrairement au premier album du groupe, étant plus proche du rock, rock alternatif et dans le même style que le groupe Fall Out Boy, l'album Pretty. Odd. est plus proche de la pop rock et du rock psychédélique que A Fever You Can't Sweat Out.
À la suite de différents litiges entre les deux chanteurs Brendon Urie, souhaitant que Panic!At The Disco devienne plus pop, et Ryan Ross ainsi que Jon Walker, préférant un style plus rock rétro, ces 2 derniers quittèrent le groupe en 2009.

## Pochette et titre

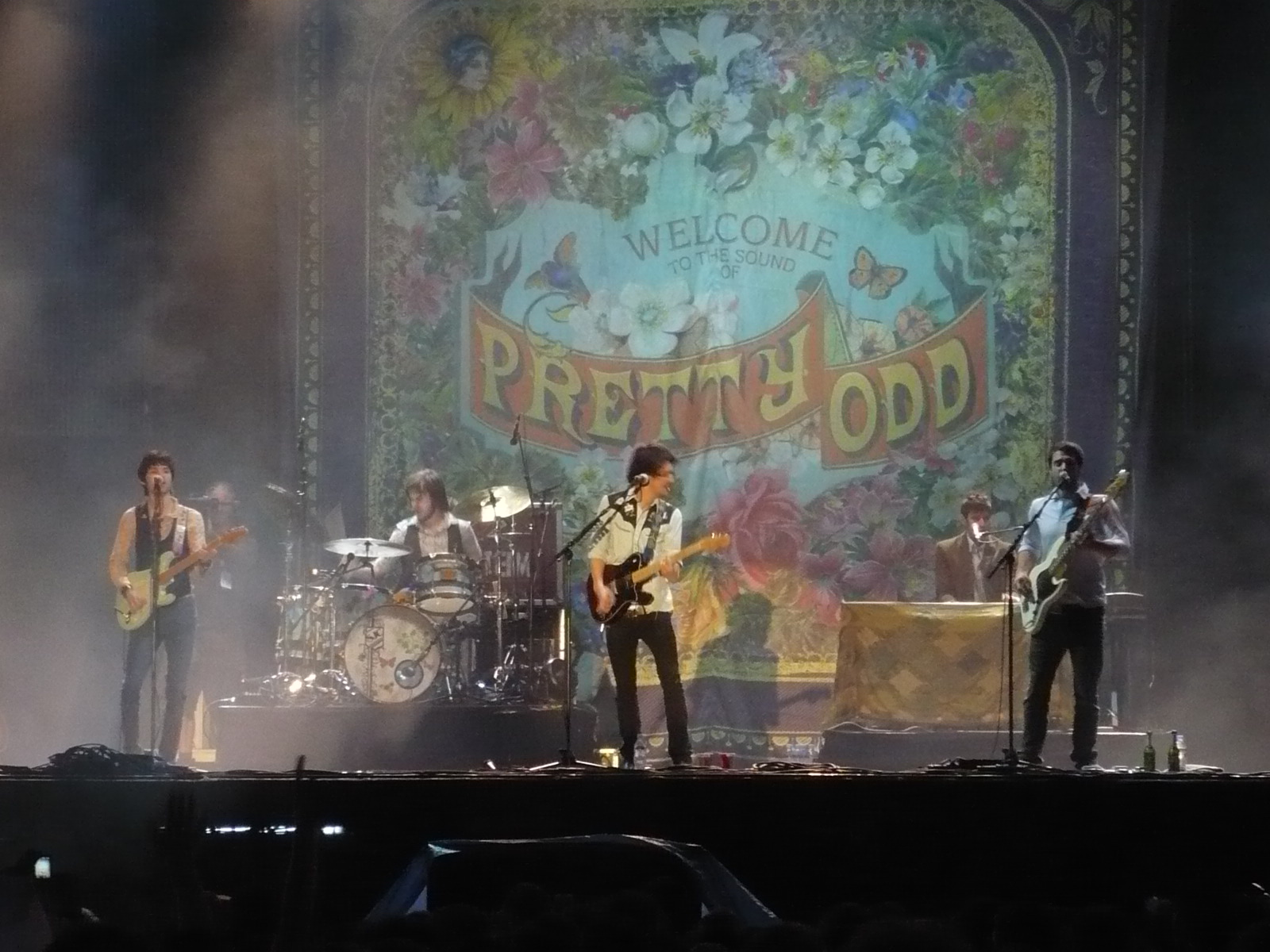
Le groupe jouant devant la pochette de l'album au Hurricane Festival de 2008.

Alex Kirzhner est chargé de la direction artistique de Pretty. Odd., suivant l'inspiration de Panic! at the Disco. Le livret d'accompagnement, qui inclut les paroles de chaque chanson, est illustré par la graphiste Connie Makita, tandis que la plupart des autres illustrations sont le travail de Kirzhner et Tanapan "Bang" Puangpakdee. La couverture de l'album est révélée sur le site officiel du groupe le 23 janvier 2008[source insuffisante]. La pochette représente des fleurs et des papillons peints. Pour le magazine selon Slant, il s'agit d'un hommage aux Beach Boys. La version deluxe du coffret vinyle est nommée dans la catégorie « meilleur coffret ou paquet édition spéciale limitée » lors de la 51e cérémonie des Grammy Awards.
Sur la pochette de l'album, le nom du groupe perd le point d'exclamation présent sur la pochette de son premier album A Fever You Can't Sweat Out (Panic at the Disco remplaçant Panic! at the Disco),. Si le groupe estime que le point d'exclamation n'a jamais fait partie de son nom, et qu'il n'était pas pratique à écrire, ce changement est très commenté parmi les fans, ; certains estimant que le groupe renie son passé. Pour Geraldine Woods, auteure de Webster's New World Punctuation: Simplified and Applied, le point d'exclamation au milieu de la phrase marquait une forme de rébellion et se montrait typique des personnes créatives jouant avec la ponctuation, citant e. e. cummings en exemple. Elle précise que le retrait du point d'exclamation réduit l'importance de la « panique ». Un an plus tard, après les départs de Ryan Ross et Jon Walker, le groupe retrouve son point d'exclamation.
À propos du titre de l'album, Ryan Ross explique dans une interview à MTV avoir écrit cette phrase une nuit, alors qu'il travaillait avec le groupe sur une nouvelle chanson. Les autres membres aiment « Pretty. Odd. » et choisissent de conserver le nom. Au cours de la même interview, le batteur Spencer Smith ajoute : « Et c'est plus fun avec de la ponctuation » (« And it's more fun with punctuation »). Woods note l'intérêt grammatical des points entre « pretty » (en français « joli(e) ») et « odd » (« bizarre ») ; sans cette ponctuation, « pretty » vient modifier le sens de « odd » pour donner « plutôt bizarre » (« pretty odd ») au lieu de « Joli(e). Bizarre. ».

## Accueil

### Accueil critique
Globalement, la critique de l'album est positive. Stephen Thomas Erlewine d'AllMusic a appelé l'album a deliriously jumbled, left field delight (« un délicieux mélange, un plaisir leftfield »), et le NME écrit de lui : one of the feel-good psych-pop albums of the year (« une des sensations psych-pop de l'année »). L'album reçoit un score de 70 sur 100 au metacritic, qui rassemble de nombreuses critiques pour calculer un score moyen.

### Accueil commercial
Le 30 mars, l'album atteint la deuxième place au UK Albums Chart. L'album démarre tout de suite premier en Australie et commence également deuxième aux États-Unis, vendant 139 000 copies dès la première semaine.
| Chart (2008)                  | Meilleure position |
| ----------------------------- | ------------------ |
| Australie - ARIA Albums Chart | 1                  |
| Suède - Sverigetopplistan     | 35                 |
| Royaume-Uni - UK Albums Chart | 2                  |
| États-Unis - Billboard 200    | 2                  |
| Nouvelle-Zélande Albums Chart | 5                  |

## Liste des chansons
1. We're So Starving - 1 min 21
2. Nine in the Afternoon - 3 min 11
3. She's a Handsome Woman - 3 min 12
4. Do You Know What I'm Seeing?  - 4 min 14
5. That Green Gentleman (Things Have Changed) - 3 min 15
6. I Have Friends in Holy Spaces - 1 min 56
7. Northern Downpour - 4 min 7
8. When the Day Met the Night - 4 min 53
9. Pas de Cheval - 2 min 39
10. The Piano Knows Something I Don't Know - 3 min 43
11. Behind the Sea - 3 min 33
12. Folkin' Around - 1 min 55
13. She Had the World - 3 min 47
14. From a Mountain in the Middle of the Cabins - 3 min 2
15. Mad as Rabbits - 3 min 43

Bonus track
1. Nine in the Afternoon (radio mix) - 3 min 13 (bonus track d'iTunes)
2. Behind the Sea (version alternative) - 2 min 24 (édition de luxe d'iTunes)
3. Do You Know What I'm Seeing?  (version alternative) - 3 min 55 (Pre-vente iTunes /Importation japonaise bonus track)

- L'édition de luxe d'iTunes de Pretty. Odd. inclut aussi les clips de Nine in the Afternoon et de Mad as Rabbits.
- La version Japonaise de l'album inclut la vidéo de Nine in the Afternoon.